# Marco Cravero
Marco Cravero (Varazze, 8 febbraio 1969) è un chitarrista italiano.
Si avvicina in giovane età alla chitarra affascinato dall'ascolto dei grandi chitarristi rock-blues degli anni settanta. Intorno ai vent'anni si trasferisce per qualche tempo a Milano dove continua gli studi con Luciano Zadro e si esibisce in vari club.
Qualche anno dopo iniziano i tour con Ivana Spagna, Giorgio Faletti e Maurizio Vandelli, e le collaborazioni in studio con Emanuele Ruffinengo (Chick Corea, Ornella Vanoni, Pooh...).
Nel 1996 inizia la collaborazione con Francesco De Gregori, con il quale partecipa a due lunghi tour: Prendere e lasciare e La valigia dell'attore e con cui incide il doppio album La valigia dell'attore, con brani dal vivo e due canzoni inedite registrate in studio.
Nel dicembre del 1997 accompagna Lucio Dalla durante la diretta televisiva RAI "La notte degli angeli".
In seguito si esibisce al fianco di vari artisti come Vittorio De Scalzi, Marcello Murru, Vera Takes The Cake (band di Austin, Texas; tour europeo 2001) e con diverse formazioni locali. Collabora anche con Alessio Menconi.
Nel contempo si dedica alla composizione di brani strumentali, alcuni dei quali utilizzati come commenti sonori e sigle da varie emittenti televisive internazionali (Rai Sat, Salute & Benessere Channel).
È docente presso la scuola musicale G. Conte di Genova.